# Fode Mamadou Touré
Fode Mamadou Touré, né le 1er avril 1910 à Baccoro (Boffa) et mort le 11 avril 1992, est un 
homme politique guinéen qui a siégé au Sénat français de la IVe République de 1955 à 1958.

## Études
Après ses études secondaires au lycée d'Oran, il gagne la métropole en 1931,où il obtient une licence en droit à l'université de Toulouse en 1934. La même année, il accède à la citoyenneté française. Il entre alors dans le cadre des commis des services financiers et comptables de l'Afrique occidentale française (AOF).
Au cours de sa première affectation au Soudan, Fodé-Mamadou Touré préside le Foyer du Soudan, où il milite pour le Self Government des colonies de l'AOF.
Revenu au pays en 1945, il crée le Parti progressiste de Guinée et lance le journal l'Emancipation Africaine. Après deux candidatures infructueuses aux deux Constituantes, Fodé Mamadou Touré adhère à la SFIO en 1946 et devient le bras droit du député Yacine Diallo. Il échoue à nouveau aux élections législatives du 10 novembre 1946. Il accède en revanche au conseil du territoire de Forecariah en décembre 1946, mandat dans lequel il sera reconduit au renouvellement de 1952.
Alors secrétaire d'avocat défenseur, il se présente le 13 janvier 1947 dans le deuxième collège de Guinée, au conseil de la république auquel il est élu par 13 voix contre 11 à Momo Touré sur les 24 suffrages exprimés.
Inscrit au groupe socialiste SFIO à la haute assemblée, le conseiller de la République de Guinée est membre des commissions de la France d'outre-mer et des pensions en 1947 puis du ravitaillement en 1948.
C'est au sein de la première qu'il donne toute sa mesure à son activité parlementaire en déposant, durant son court premier mandat, neuf propositions de loi ou de résolution, suivies de trois rapports au nom de la commission de la France d'outre-mer, afin de garantir dans les territoires africains l'égalité des droits entre les populations métropolitaines et les populations autochtones.
Dans le domaine social d'abord, Fodé Mamadou Touré réclame l'extension en AOF et AEF du code du travail et du régime de la sécurité sociale appliqués en métropole. Constatant par ailleurs que les sociétés indigènes de prévoyance profitent surtout en AOF aux commandants de cercle ou chef de subdivisions, il invite à plusieurs reprises le gouvernement à les remplacer par des coopératives agricoles administrées par des gérants élus par les intéressés. Dénonçant également les inégalités devant le régime des retraites entre les fonctionnaires du cadre métropolitain et du cadre local servant en Afrique occidentale française, il demande l'affiliation de tout le personnel autochtone à la caisse intercoloniale de retraite.
Il intervient aussi sur le droit électoral. Fode Mamadou Touré dépose ainsi au lendemain de l'insurrection malgache, une motion invitant le Conseil de la République à ne pas se prononcer sur la demande de levée d'immunité parlementaire des élus malgaches avant d'avoir entendu les intéressés. Il requiert ensuite l'égalité de situation entre les conseillers généraux ou membres des assemblées représentatives des territoires d'outre-mer et les conseillers généraux de métropole, relativement aux indemnités qui leur sont allouées.
La situation alarmante de l'enseignement en Afrique noire retient également son attention. A cette époque en effet, à peine 10% de la population en AOF, et une proportion encore plus faible en AEF, est instruite. Fode Mamadou Touré demande donc à rendre obligatoire dans ces territoires l'enseignement primaire, réforme qu'il compare à l'abolition de l'esclavage et qui ne peut que renforcer, selon ses termes, « la position de la France dans le monde en faisant de l'Union française, non pas une formule vide de sens mais une réalité vivante mieux armée moralement et matériellement pour faire face aux difficultés inhérentes à la vie des nations ».
Préoccupé par le problème de la propriété et la précarité de l'habitat en Afrique noire, il veille aussi à ce que soient instituées des sociétés coopératives africaines de constructions et, voulant mettre un terme aux tendances de l'administration coloniale à tout incorporer au domaine de l'Etat et à exproprier de leurs terres les populations autochtones par voie de concessions, il plaide en faveur de la garantie des droits fonciers des indigènes en AOF.
Il développe la plupart de ces thèmes en séance publique mais il participe également à d'autres débats comme le budget des anciens combattants, la création d'un institut d'élevage et de médecine vétérinaire des pays tropicaux ou encore le dépistage et le traitement des malades vénériens contagieux qu'il souhaite étendre aux territoires d'outre-mer.
Après sa rupture avec le député Yacine Diallo, Fodé Mamadou Touré récemment nommé avocat défenseur et commis principal des services financiers, se présente au renouvellement de son mandat au Conseil de la République le 14 novembre 1948 mais il est battu par 9 voix contre 17 à son adversaire indépendant Raphaël Saller.
En 1949, le mouvement United People of Africa le reconnaît comme son représentant en Guinée.
En 1950, après sa réconciliation avec Yacine Diallo, au congrès fédéral de la SFIO, il est nommé secrétaire fédéral adjoint. Après avoir refusé la place de troisième de liste que lui concède la SFIO, il se présente alors seul aux législatives de 1951 et essuie un nouvel échec.
Le 19 juin 1955, Fode Mamadou Touré retrouve son siège au Conseil de la République en recueillant, sous l'étiquette socialiste SFIO, 22 voix contre 12 au sénateur sortant Raphaël Saller.
A son retour à la Haute Assemblée, il se rattache au groupe SFIO dont il démissionne le 8 novembre 1955 pour rejoindre la Gauche démocratique. Il retrouve la commission de la France d'outre-mer et est nommé membre de la commission de la justice. Cependant, l'activité parlementaire de Fodé-Mamadou Touré se limite, pour ce second mandat au Conseil de la République, à quelques interventions sur les questions d'outre-mer.
Le 19 juillet 1955 par exemple, à l'occasion de la révision de certains articles de la Constitution de 1946, il fait part de sa déception devant le statut de l'Union française et pose le problème de l'assimilation et du fédéralisme. L'année suivante par ailleurs, faisant allusion au projet de loi-cadre relatif aux territoires d'outre-mer, il proclame : l'œuvre entreprise constitue pour nous un immense espoir. Elle fortifie notre conviction dans les destins de l'Union française. Elle constitue pour nous la preuve, comme le disait Jean Jaurès, que la France est et demeure une force motrice du progrès humain .
Passé entre-temps au groupe de l'Union démocratique et socialiste de la Résistance et du Rassemblement démocratique africain, il vote les 2 et 3 juin 1958, pour la reconduction des pouvoirs spéciaux en Algérie, accorde les pleins pouvoirs au gouvernement et approuve la révision constitutionnelle. Mais son mandat de sénateur prend fin au lendemain du refus de la Guinée d'entrer dans la Communauté exprimé dans référendum du 28 septembre 1958.